# エドワード・ヤング (詩人)

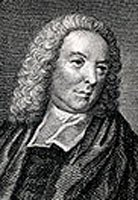
エドワード・ヤング

エドワード・ヤング（1683年7月3日-1765年4月5日）は、英国の詩人、評論家、哲学者、神学者であり、「嘆き――生と死と永生についての夜想詩」等の作品が広く知られている。

## 若かかりしころ
ヤングはエドワード・ヤングの息子であり、後にソールズベリーの学部長となり、ウィンチェスター近くのアップハムにある父親の牧師館で生まれ、1683年7月3日にバプテスマを受けた。ヤングはウィンチェスターカレッジで教育を受け、1702年にオックスフォードのニューカレッジに入学した。彼はその後にコーパスクリスティに移住し、1708年にテニソン大司教からオールソウルズの法学フェローシップに指名された。彼は1719年に教会法の博士号を取得した。